# Becquerel-Preis
Der Becquerel-Preis ehrt außerordentliche wissenschaftliche, technische oder organisatorische Leistungen auf dem Gebiet der Photovoltaik. Dieser Preis wurde 1989 von der Europäischen Kommission aus Anlass des 150. Jahrestages der Entdeckung des photovoltaischen Effektes durch Alexandre Edmond Becquerel gegründet. Der Preis wird einer Einzelperson für deren Leistungen und Einsatz über einen langen Zeitraum auf diesem Fachgebiet verliehen. Ein Preisträger ist bevorzugt Einwohner eines Landes der Europäischen Union. Kandidaten aus anderen Ländern werden jedoch ebenfalls in Betracht gezogen. Das Preiskomitee wählt eine der vorgeschlagenen Personen aus, um die Ehrung auf der jährlich stattfindenden European Photovoltaic Solar Energy Conference vorzunehmen.

## Preisträger
- 1989 Roger Van Overstraeten
- 1991 Werner H. Bloss
- 1992 Antonio Luque Lopez
- 1994 Morton Prince
- 1995 Karlheinz Krebs
- 1997 Adolf Goetzberger
- 1998 Walter Sandtner
- 2000 Frederick C. Treble
- 2001 Wjatscheslaw M. Andrejew
- 2003 Wolfgang Palz
- 2004 Masafumi Yamaguchi
- 2005 Joachim Luther
- 2006 Dieter Bonnet
- 2006 Richard M. Swanson
- 2007 Arvind Victor Shah
- 2008 Mechtild Rothe
- 2009 Andreas W. Bett
- 2010 Hans-Werner Schock
- 2011 Wim Sinke
- 2012 Winfried Hoffmann
- 2013 Gabriel Sala
- 2014 Stefan Glunz
- 2015 Andrés Cuevas
- 2016 Christophe Ballif
- 2017 Stefan Nowak
- 2018 Peter Wuerfel
- 2019 Pierre Verlinden
- 2020 Henry J. Snaith
- 2021 Ulrike Jahn
- 2022 Marko Topič
- 2023 Gunter Erfurt
- 2024 Daniel Lincot
- 2025 Walburga Hemetsberger